# Метју Апсон
Метју Џејмс Апсон (енгл. Matthew James Upson; 18. април 1979) бивши је енглески фудбалер који је играо на позицији центархалфа.

## Статистика каријере

### Репрезентативна
| Репрезентација | Година | Утакмице | Голови |
| -------------- | ------ | -------- | ------ |
| Енглеска       | 2003   | 6        | 0      |
| Енглеска       | 2004   | 1        | 0      |
| Енглеска       | 2008   | 5        | 1      |
| Енглеска       | 2009   | 6        | 0      |
| Енглеска       | 2010   | 3        | 1      |
| Укупно         | Укупно | 21       | 2      |

### Голови за репрезентацију
| #  | Датум              | Стадион                                      | Утакмица | Противник | Гол   | Резултат | Такмичење               |
| -- | ------------------ | -------------------------------------------- | -------- | --------- | ----- | -------- | ----------------------- |
| 1. | 19. новембар 2008. | Олимпијски стадион, Берлин, Немачка          | 12       | Немачка   | 1 : 0 | 2 : 1    | Пријатељска             |
| 2. | 27. јун 2010.      | Стадион Фри стејт, Блумфонтејн, Јужна Африка | 21       | Немачка   | 1 : 2 | 1 : 4    | Светско првенство 2010. |

## Успеси

### Клупски
Арсенал
- Премијер лига: 2001/02.[2]
- ФА Комјунити шилд: 2002.[5]

### Индивидуални
- Играч године Брајтона: 2013/14.[6]